# Pays-Bas aux Jeux olympiques d'hiver de 2022
Les Pays-Bas participent aux Jeux olympiques d'hiver de 2022 à Pékin en Chine du 4 au 20 février 2022. Il s'agit de leur vingt-deuxième participation à des Jeux d'hiver. Leur chef de mission est Carl Verheijen.

## Participation
Aux Jeux olympiques d'hiver de 2022, les athlètes de l'équipe des Pays-Bas participent aux épreuves suivantes : 
| Sport               | Hommes | Femmes | Total |
| ------------------- | ------ | ------ | ----- |
| Bobsleigh           | 4      | 1      | 5     |
| Patinage artistique | 0      | 1      | 1     |
| Patinage de vitesse | 9      | 9      | 18    |
| Short-track         | 5      | 5      | 10    |
| Skeleton            | 0      | 1      | 1     |
| Ski alpin           | 1      | 1      | 2     |
| Snowboard           | 2      | 2      | 4     |
| Total               | 21     | 20     | 41    |

## Médaillés
| Sport                                              | Discipline            | Athlète(s)                                                        | Performance    | Date       |
| -------------------------------------------------- | --------------------- | ----------------------------------------------------------------- | -------------- | ---------- |
| Patinage de vitesse                                | 3 000 m femmes        | Irene Schouten                                                    | 3 min 56 s 93  | 5 février  |
| Patinage de vitesse                                | 1 500 m femmes        | Ireen Wüst                                                        | 1 min 53 s 28  | 7 février  |
| Patinage de vitesse                                | 1 500 m hommes        | Kjeld Nuis                                                        | 1 min 43 s 21  | 8 février  |
| Patinage de vitesse                                | 5 000 m femmes        | Irene Schouten                                                    | 6 min 43 s 51  | 10 février |
| Patinage de vitesse                                | 1 000 m hommes        | Thomas Krol                                                       | 1 min 7 s 92   | 18 février |
| Patinage de vitesse                                | Mass start femmes     | Irene Schouten                                                    | 60 points      | 19 février |
| Patinage de vitesse sur piste courte (short-track) | 1 000 m femmes        | Suzanne Schulting                                                 | 1 min 28 s 391 | 11 février |
| Patinage de vitesse sur piste courte (short-track) | Relais femmes 3 000 m | Suzanne Schulting Selma Poutsma Xandra Velzeboer Yara van Kerkhof | 4 min 3 s 409  | 13 février |

| Sport                                              | Discipline      | Athlète(s)        | Performance    | Date       |
| -------------------------------------------------- | --------------- | ----------------- | -------------- | ---------- |
| Patinage de vitesse                                | 5 000 m hommes  | Patrick Roest     | 6 min 9 s 31   | 6 février  |
| Patinage de vitesse                                | 1 500 m hommes  | Thomas Krol       | 1 min 43 s 55  | 8 février  |
| Patinage de vitesse                                | 10 000 m hommes | Patrick Roest     | 12 min 44 s 59 | 11 février |
| Patinage de vitesse                                | 1 000 m femmes  | Jutta Leerdam     | 1 min 13 s 83  | 17 février |
| Patinage de vitesse sur piste courte (short-track) | 500 m femmes    | Suzanne Schulting | 42 s 559       | 7 février  |

| Sport                                              | Discipline                   | Athlète(s)                                                      | Performance    | Date       |
| -------------------------------------------------- | ---------------------------- | --------------------------------------------------------------- | -------------- | ---------- |
| Patinage de vitesse                                | 1 500 m femmes               | Antoinette de Jong                                              | 1 min 53 s 28  | 7 février  |
| Patinage de vitesse                                | Poursuite par équipes femmes | Marijke Groenewoud Antoinette de Jong Irene Schouten Ireen Wüst | 2 min 56 s 86  | 15 février |
| Patinage de vitesse sur piste courte (short-track) | 1 500 m femmes               | Suzanne Schulting                                               | 2 min 17 s 865 | 16 février |
| Skeleton                                           | femmes                       | Kimberley Bos                                                   | 4 min 8 s 46   | 12 février |

| Sport               |   |   |   | Total |
| ------------------- | - | - | - | ----- |
| Patinage de vitesse | 6 | 4 | 2 | 12    |
| Short-track         | 2 | 1 | 1 | 4     |
| Skeleton            | 0 | 0 | 1 | 1     |
| Total               | 8 | 5 | 4 | 17    |

| Jour       |   |   |   | Total |
| ---------- | - | - | - | ----- |
| 5 février  | 1 | 0 | 0 | 1     |
| 6 février  | 0 | 1 | 0 | 1     |
| 7 février  | 1 | 1 | 1 | 3     |
| 8 février  | 1 | 1 | 0 | 2     |
| 10 février | 1 | 0 | 0 | 1     |
| 11 février | 1 | 1 | 0 | 2     |
| 12 février | 0 | 0 | 1 | 1     |
| 13 février | 1 | 0 | 0 | 1     |
| 15 février | 0 | 0 | 1 | 1     |
| 16 février | 0 | 0 | 1 | 1     |
| 17 février | 0 | 1 | 0 | 1     |
| 18 février | 1 | 0 | 0 | 1     |
| 19 février | 1 | 0 | 0 | 1     |
| Total      | 8 | 5 | 4 | 17    |

| Sexe   |   |   |   | Total |
| ------ | - | - | - | ----- |
| Femmes | 6 | 2 | 4 | 12    |
| Hommes | 2 | 3 | 0 | 5     |
| Total  | 8 | 5 | 4 | 17    |

| Athlète            | Sport               |   |   |   | Total |
| ------------------ | ------------------- | - | - | - | ----- |
| Irene Schouten     | Patinage de vitesse | 3 | 0 | 1 | 4     |
| Suzanne Schulting  | Short-track         | 2 | 1 | 1 | 4     |
| Thomas Krol        | Patinage de vitesse | 1 | 1 | 0 | 2     |
| Ireen Wüst         | Patinage de vitesse | 1 | 0 | 1 | 2     |
| Patrick Roest      | Patinage de vitesse | 0 | 2 | 0 | 2     |
| Antoinette de Jong | Patinage de vitesse | 0 | 0 | 2 | 2     |

## Résultats

### Bobsleigh
| Athlètes * : pilote                                      | Épreuve      | Course 1     | Course 1 | Course 2     | Course 2 | Course 3     | Course 3 | Course 4 | Course 4 | Total        | Total |
| Athlètes * : pilote                                      | Épreuve      | Temps        | Rang     | Temps        | Rang     | Temps        | Rang     | Temps    | Rang     | Temps        | Rang  |
| -------------------------------------------------------- | ------------ | ------------ | -------- | ------------ | -------- | ------------ | -------- | -------- | -------- | ------------ | ----- |
| Ivo de Bruin* Jelen Franjic                              | Bob à deux   | 1 min 0 s 46 | 27e      | 1 min 0 s 36 | 18e      | 1 min 0 s 35 | 20e      | Éliminés | Éliminés | 3 min 1 s 17 | 23e   |
| Ivo de Bruin* Janko Franjic Jelen Franjic Dennis Veenker | Bob à quatre | 59 s 85      | 26e      | 1 min 0 s 07 | 24e      | 1 min 0 s 08 | 26e      | Éliminés | Éliminés | 3 min        | 26e   |

| Athlètes * : pilote | Épreuve | Course 1     | Course 1 | Course 2     | Course 2 | Course 3     | Course 3 | Course 4     | Course 4 | Total         | Total |
| Athlètes * : pilote | Épreuve | Temps        | Rang     | Temps        | Rang     | Temps        | Rang     | Temps        | Rang     | Temps         | Rang  |
| ------------------- | ------- | ------------ | -------- | ------------ | -------- | ------------ | -------- | ------------ | -------- | ------------- | ----- |
| Karlien Sleper      | Monobob | 1 min 5 s 88 | 16e      | 1 min 6 s 59 | 16e      | 1 min 5 s 85 | 11e      | 1 min 6 s 65 | 18e      | 4 min 24 s 97 | 16e   |

### Patinage artistique
| Athlète             | Épreuve           | Programme court Danse originale | Programme court Danse originale | Programme libre Danse libre | Programme libre Danse libre | Total  | Total |
| Athlète             | Épreuve           | Points                          | Rang                            | Points                      | Rang                        | Points | Rang  |
| ------------------- | ----------------- | ------------------------------- | ------------------------------- | --------------------------- | --------------------------- | ------ | ----- |
| Lindsay van Zundert | Individuel femmes | 59,24                           | 22e                             | 116,57                      | 16e                         | 175,81 | 18e   |

### Patinage de vitesse
| Athlète            | Épreuve       | Course           | Course                             |
| Athlète            | Épreuve       | Temps            | Rang                               |
| ------------------ | ------------- | ---------------- | ---------------------------------- |
| Thomas Krol        | 500 mètres    | 35 s 06          | 18e                                |
| Merijn Scheperkamp | 500 mètres    | 34 s 736         | 12e                                |
| Kai Verbij         | 500 mètres    | 34 s 87          | 14e                                |
| Thomas Krol        | 1 000 mètres  | 1 min 7 s 92     | Médaille d'or, Jeux olympiques     |
| Hein Otterspeer    | 1 000 mètres  | 1 min 8 s 80     | 10e                                |
| Kai Verbij         | 1 000 mètres  | 1 min 14 s 17    | 30e                                |
| Marcel Bosker      | 1 500 mètres  | 1 min 45 s 42    | 9e                                 |
| Thomas Krol        | 1 500 mètres  | 1 min 43 s 55    | Médaille d'argent, Jeux olympiques |
| Kjeld Nuis         | 1 500 mètres  | 1 min 43 s 21 OR | Médaille d'or, Jeux olympiques     |
| Jorrit Bergsma     | 5 000 mètres  | 6 min 13 s 18    | 5e                                 |
| Sven Kramer        | 5 000 mètres  | 6 min 17 s 04    | 9e                                 |
| Patrick Roest      | 5 000 mètres  | 6 min 9 s 31     | Médaille d'argent, Jeux olympiques |
| Jorrit Bergsma     | 10 000 mètres | 12 min 48 s 94   | 4e                                 |
| Patrick Roest      | 10 000 mètres | 12 min 44 s 59   | Médaille d'argent, Jeux olympiques |

| Athlète             | Épreuve      | Course           | Course                              |
| Athlète             | Épreuve      | Temps            | Rang                                |
| ------------------- | ------------ | ---------------- | ----------------------------------- |
| Michelle de Jong    | 500 mètres   | 37 s 97          | 13e                                 |
| Femke Kok           | 500 mètres   | 37 s 39          | 6e                                  |
| Jutta Leerdam       | 500 mètres   | 37 s 34          | 5e                                  |
| Antoinette de Jong  | 1 000 mètres | 1 min 14 s 92    | 5e                                  |
| Jutta Leerdam       | 1 000 mètres | 1 min 13 s 83    | Médaille d'argent, Jeux olympiques  |
| Ireen Wüst          | 1 000 mètres | 1 min 15 s 11    | 6e                                  |
| Marijke Groenewoud  | 1 500 mètres | 1 min 54 s 97    | 5e                                  |
| Antoinette de Jong  | 1 500 mètres | 1 min 54 s 82    | Médaille de bronze, Jeux olympiques |
| Ireen Wüst          | 1 500 mètres | 1 min 53 s 28 OR | Médaille d'or, Jeux olympiques      |
| Carlijn Achtereekte | 3 000 mètres | 4 min 2 s 21     | 7e                                  |
| Antoinette de Jong  | 3 000 mètres | 4 min 2 s 37     | 8e                                  |
| Irene Schouten      | 3 000 mètres | 3 min 56 s 93 OR | Médaille d'or, Jeux olympiques      |
| Sanne in 't Hof     | 5 000 mètres | 6 min 59 s 77    | 7e                                  |
| Irene Schouten      | 5 000 mètres | 6 min 43 s 51 OR | Médaille d'or, Jeux olympiques      |

| Athlète            | Épreuve | Demi-finale | Demi-finale   | Demi-finale | Finale | Finale        | Finale                         |
| Athlète            | Épreuve | Points      | Temps         | Rang        | Points | Temps         | Rang                           |
| ------------------ | ------- | ----------- | ------------- | ----------- | ------ | ------------- | ------------------------------ |
| Jorrit Bergsma     | Hommes  | 3           | 7 min 44 s 42 | 8e          | 3      | 7 min 50 s 25 | 9e                             |
| Sven Kramer        | Hommes  | 3           | 7 min 58 s 22 | 7e          | 0      | 7 min 13 s 37 | 16e                            |
| Irene Schouten     | Femmes  | 13          | 8 min 34 s 43 | 4e          | 60     | 8 min 14 s 73 | Médaille d'or, Jeux olympiques |
| Marijke Groenewoud | Femmes  | 9           | 8 min 30 s 92 | 5e          | 1      | 9 min 12 s 86 | 11e                            |

| Athlète                                                         | Épreuve | Quart de finale                | Quart de finale | Demi-finale                   | Demi-finale | Finale / MB                      | Finale / MB                         |
| Athlète                                                         | Épreuve | Adversaire Temps               | Rang            | Adversaire Temps              | Rang        | Adversaire Temps                 | Rang                                |
| --------------------------------------------------------------- | ------- | ------------------------------ | --------------- | ----------------------------- | ----------- | -------------------------------- | ----------------------------------- |
| Marcel Bosker Sven Kramer Patrick Roest                         | Hommes  | Canada Victoire 3 min 38 s 90  | 4e              | Norvège Défaite 3 min 39 s 62 | 2e          | États-Unis Défaite 3 min 41 s 62 | 4e                                  |
| Marijke Groenewoud Antoinette de Jong Irene Schouten Ireen Wüst | Femmes  | Norvège Victoire 2 min 57 s 26 | 3e              | Canada Défaite 2 min 55 s 93  | 2e          | ROC Victoire 2 min 56 s 86       | Médaille de bronze, Jeux olympiques |

### Patinage de vitesse sur piste courte (short-track)
| Athlète                                                                                        | Épreuve               | Série             | Série       | Quart de Finale   | Quart de Finale | Demi-finale    | Demi-finale | Finale Finale B  | Finale Finale B                     |
| Athlète                                                                                        | Épreuve               | Temps             | Rang        | Temps             | Rang            | Temps          | Rang        | Temps            | Rang                                |
| ---------------------------------------------------------------------------------------------- | --------------------- | ----------------- | ----------- | ----------------- | --------------- | -------------- | ----------- | ---------------- | ----------------------------------- |
| Itzhak de Laat                                                                                 | 500 m hommes          | Pas de temps      | 4e          | Éliminé           | Éliminé         | Éliminé        | Éliminé     | Éliminé          | =28e                                |
| Dylan Hoogerwerf                                                                               | 500 m hommes          | Pas de temps      | 4e          | Éliminé           | Éliminé         | Éliminé        | Éliminé     | Éliminé          | =28e                                |
| Jens van 't Wout                                                                               | 500 m hommes          | Pénalité          | Pénalité    | Éliminé           | Éliminé         | Éliminé        | Éliminé     | Éliminé          | Éliminé                             |
| Itzhak de Laat                                                                                 | 1 000 m hommes        | 1 min 24 s 332    | 3e          | 1 min 42 s 490    | 3e              | 1 min 24 s 229 | 3e          | 1 min 35 s 925   | 5e                                  |
| Sjinkie Knegt                                                                                  | 1 000 m hommes        | 1 min 23 s 097    | 2e          | CJ                | 5e              | Disqualifié    | Disqualifié | Disqualifié      | Disqualifié                         |
| Jens van 't Wout                                                                               | 1 000 m hommes        | 1 min 23 s 946    | 3e          | Éliminé           | Éliminé         | Éliminé        | Éliminé     | Éliminé          | 19e                                 |
| Sjinkie Knegt                                                                                  | 1 500 m hommes        | Non disputé       | Non disputé | 2 min 12 s 208    | 1er             | Pénalité       | 7e          | Éliminé          | 20e                                 |
| Sven Roes                                                                                      | 1 500 m hommes        | Non disputé       | Non disputé | 2 min 18 s 687    | 2e              | 2 min 10 s 841 | 4e          | 2 min 18 s 299   | 14e                                 |
| Itzhak de Laat                                                                                 | 1 500 m hommes        | Non disputé       | Non disputé | 3 min 8 s 907     | 5e              | Éliminé        | Éliminé     | Éliminé          | 30e                                 |
| Itzhak de Laat Sjinkie Knegt Sven Roes Jens van 't Wout                                        | Relais hommes 5 000 m | Non disputé       | Non disputé | Non disputé       | Non disputé     | 6 min 37 s 927 | 3e          | 6 min 39 s 780   | 7e                                  |
| Selma Poutsma                                                                                  | 500 m femmes          | 43 s 472          | 1re         | 1 min 7 s 285     | 4e              | Éliminée       | Éliminée    | Éliminée         | 15e                                 |
| Suzanne Schulting                                                                              | 500 m femmes          | 42 s 379 OR       | 1re         | 42 s 922          | 1re             | 42 s 475       | 1re         | 42 s 559         | Médaille d'argent, Jeux olympiques  |
| Xandra Velzeboer                                                                               | 500 m femmes          | 42 s 563          | 1re         | Pénalité          | 5e              | Éliminée       | Éliminée    | Éliminée         | 16e                                 |
| Selma Poutsma                                                                                  | 1 000 m femmes        | 1 min 28 s 115    | 2e          | 1 min 29 s 09     | 3e              | Éliminée       | Éliminée    | Éliminée         | 14e                                 |
| Suzanne Schulting                                                                              | 1 000 m femmes        | 1 min 27 s 292 OR | 1re         | 1 min 26 s 514 WR | 1re             | 1 min 28 s 10  | 1re         | 1 min 28 s 391   | Médaille d'or, Jeux olympiques      |
| Xandra Velzeboer                                                                               | 1 000 m femmes        | 1 min 30 s 454    | 2e          | 1 min 26 s 592    | 2e              | 1 min 27 s 80  | 5e          | 1 min 29 s 668   | 5e                                  |
| Suzanne Schulting                                                                              | 1 500 m femmes        | Non disputé       | Non disputé | 2 min 18 s 810    | 1re             | 2 min 18 s 942 | 1re         | 2 min 17 s 865   | Médaille de bronze, Jeux olympiques |
| Xandra Velzeboer                                                                               | 1 500 m femmes        | Non disputé       | Non disputé | 2 min 21 s 148    | 2e              | 2 min 18 s 303 | 3e          | 2 min 18 s 781   | 5e                                  |
| Rianne de Vries                                                                                | 1 500 m femmes        | Non disputé       | Non disputé | 2 min 22 s 244    | 4e Repêchée     | 2 min 18 s 712 | 5e          | Éliminée         | 16e                                 |
| Selma Poutsma Suzanne Schulting Yara van Kerkhof Xandra Velzeboer                              | Relais femmes 3 000 m | Non disputé       | Non disputé | Non disputé       | Non disputé     | 4 min 3 s 409  | 1re         | 4 min 4 s 133 OR | Médaille d'or, Jeux olympiques      |
| Itzhak de Laat Sjinkie Knegt Selma Poutsma Suzanne Schulting Jens van 't Wout Xandra Velzeboer | Relais mixte 2 000 m  | Non disputé       | Non disputé | 2 min 36 s 437 OR | 1er             | 2 min 51 s 919 | 4e          | 2 min 36 s 966   | 4e                                  |

### Skeleton
| Athlètes      | Course 1     | Course 1 | Course 2     | Course 2 | Course 3     | Course 3 | Course 4     | Course 4 | Total        | Total                               |
| Athlètes      | Temps        | Rang     | Temps        | Rang     | Temps        | Rang     | Temps        | Rang     | Temps        | Rang                                |
| ------------- | ------------ | -------- | ------------ | -------- | ------------ | -------- | ------------ | -------- | ------------ | ----------------------------------- |
| Kimberley Bos | 1 min 2 s 51 | 10e      | 1 min 2 s 22 | 2e       | 1 min 1 s 86 | 4e       | 1 min 1 s 87 | 2e       | 4 min 8 s 46 | Médaille de bronze, Jeux olympiques |

### Ski alpin
| Athlète           | Épreuve             | 1re manche   | 1re manche | 2e manche    | 2e manche | Total         | Total    |
| Athlète           | Épreuve             | Temps        | Rang       | Temps        | Rang      | Temps         | Rang     |
| ----------------- | ------------------- | ------------ | ---------- | ------------ | --------- | ------------- | -------- |
| Maarten Meiners   | Slalom géant hommes | 1 min 6 s 03 | 22e        | 1 min 9 s 45 | 20e       | 2 min 15 s 48 | 18e      |
| Adriana Jelinkova | Slalom femmes       | Forfait      | Forfait    | Forfait      | Forfait   | Forfait       | Forfait  |
| Adriana Jelinkova | Slalom géant femmes | Abandon      | Abandon    | Éliminée     | Éliminée  | Éliminée      | Éliminée |

### Snowboard
| Athlète             | Épreuve           | Qualification | Qualification | Qualification | Qualification | Qualification | Finale   | Finale   | Finale   | Finale   | Finale   |
| Athlète             | Épreuve           | Course 1      | Course 2      | Course 3      | Meilleur      | Rang          | Course 1 | Course 2 | Course 3 | Meilleur | Rang     |
| ------------------- | ----------------- | ------------- | ------------- | ------------- | ------------- | ------------- | -------- | -------- | -------- | -------- | -------- |
| Niek van der Velden | Big air hommes    | 79,00         | 60,00         | 63,75         | 142,75        | 11e           | 83,75    | 78,25    | 26,75    | 162,00   | 6e       |
| Niek van der Velden | Slopestyle hommes | 26,51         | 46,03         | -             | 46,03         | 22e           | Éliminé  | Éliminé  | Éliminé  | Éliminé  | Éliminé  |
| Melissa Peperkamp   | Big air femmes    | 60,00         | 68,25         | 58,00         | 128,25        | 11e           | 64,25    | 72,00    | 69,75    | 141,75   | 6e       |
| Melissa Peperkamp   | Slopestyle femmes | 61,26         | 60,18         | -             | 61,26         | 13e           | Éliminée | Éliminée | Éliminée | Éliminée | Éliminée |

| Athlète         | Épreuve | Qualification | Qualification | Huitième de finale  | Quart de finale    | Demi-finale     | Finale         | Finale |
| Athlète         | Épreuve | Temps         | Rang          | Adversaire          | Adversaire         | Adversaire      | Adversaire     | Rang   |
| --------------- | ------- | ------------- | ------------- | ------------------- | ------------------ | --------------- | -------------- | ------ |
| Michelle Dekker | Femmes  | 1 min 28 s 73 | 13e           | Nadyrshina Victoire | Dujmovits Victoire | Ledecká Défaite | Kotnik Défaite | 4e     |

| Athlète        | Épreuve | Qualification | Qualification | Huitième de finale | Quart de finale | Demi-finale | Finale A Finale B | Classement final |
| Athlète        | Épreuve | Temps         | Rang          | Rang               | Rang            | Rang        | Rang              | Classement final |
| -------------- | ------- | ------------- | ------------- | ------------------ | --------------- | ----------- | ----------------- | ---------------- |
| Glenn de Blois | Hommes  | 1 min 19 s 69 | 27e           | 4e                 | Éliminé         | Éliminé     | Éliminé           | 28e              |